# Peter Gabriel/Auszeichnungen für Musikverkäufe

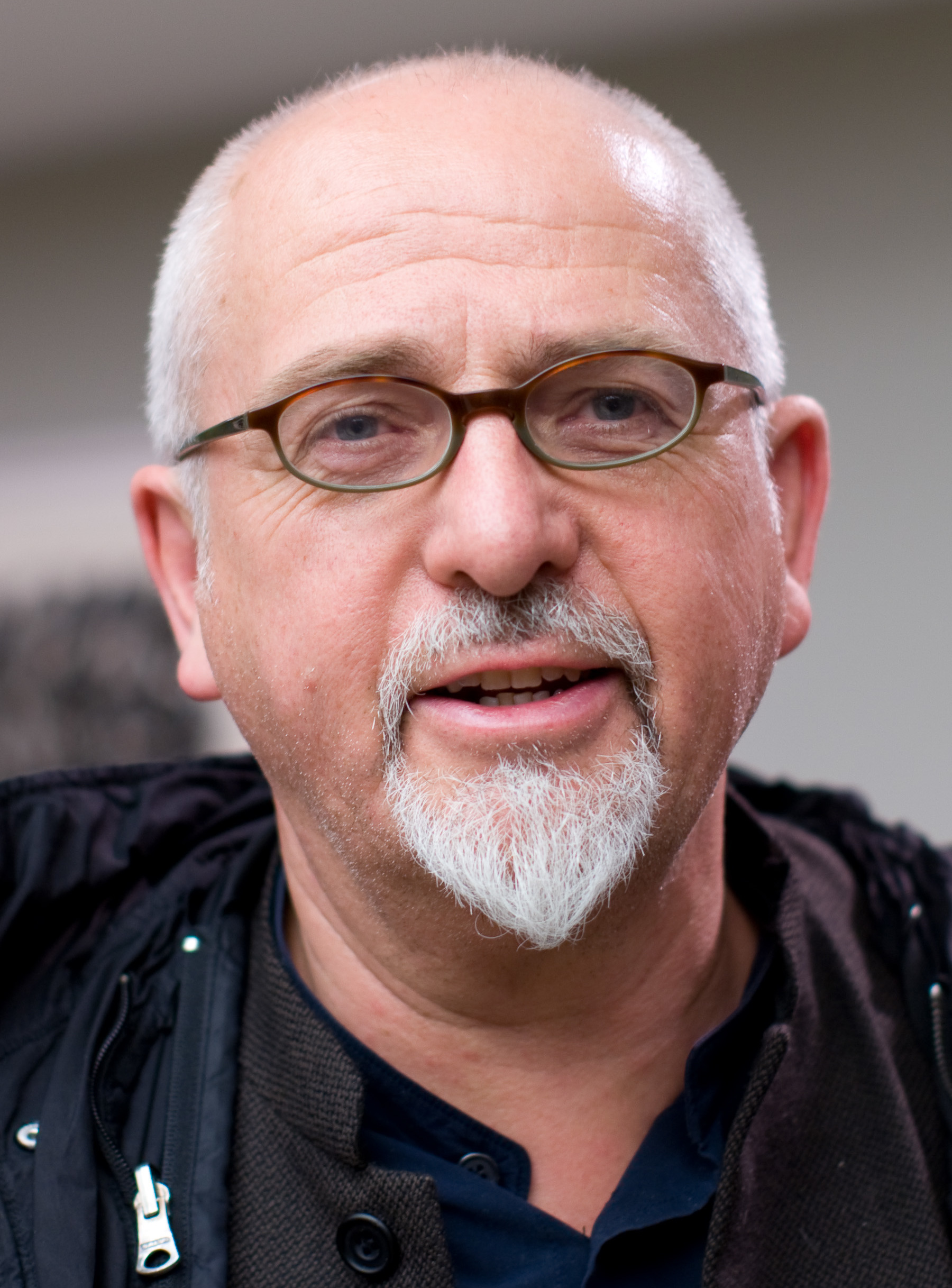
Peter Gabriel (2008)

Dies ist eine Übersicht über die Auszeichnungen für Musikverkäufe britischen Sängers Peter Gabriel. Die Auszeichnungen finden sich nach ihrer Art (Gold, Platin usw.), nach Staaten getrennt in chronologischer Reihenfolge, geordnet sowie nach den Tonträgern selbst, ebenfalls in chronologischer Reihenfolge, getrennt nach Medium (Alben, Singles usw.), wieder.

## Auszeichnungen
| - Vereinigtes Königreich - 1980: für die Single Games Without Frontiers - 1994: für das Album Secret World Live - 2002: für das Album Up - 2024: für das Album New Blood - Argentinien - 1990: für das Album So - 1992: für das Album Us - Australien - 1993: für das Album Us - 2008: für das Videoalbum Play – The Videos - Belgien - 1986: für das Album So - 2006: für das Album Hit - Deutschland - 1980: für das Album Peter Gabriel 3: Melt - 2002: für das Album Up - 2008: für das Album Peter Gabriel 1: Car - 2008: für das Album Secret World Live - 2023: für das Album Hit - Frankreich (SNEP) - 1978: für das Album Peter Gabriel 1: Car - 1981: für das Album Peter Gabriel 3: Melt - 1986: für das Album So - 1990: für das Album Shaking the Tree: Sixteen Golden Greats - 1994: für das Album Secret World Live - 2004: für das Videoalbum Secret World Live - Frankreich (UPFI) - 2012: für das Videoalbum New Blood: Live in London - Hongkong - 1990: für das Album So - Italien - 2014: für das Album Scratch My Back - Kanada - 1994: für das Videoalbum Secret World Live (VHS) - 1994: für das Album Secret World Live - 2003: für das Album Up - Neuseeland - 1991: für das Album Shaking the Tree: Sixteen Golden Greats - 1994: für das Album Us - Niederlande - 1991: für das Album Shaking the Tree: Sixteen Golden Greats - Polen - 2005: für das Videoalbum Secret World Live - 2010: für das Album Scratch My Back - Schweden - 1992: für das Album Us - Schweiz - 1991: für das Album Shaking the Tree: Sixteen Golden Greats - 2002: für das Album Up - Spanien - 1987: für das Album So - 1992: für das Album Us - Vereinigte Staaten - 1987: für das Album Peter Gabriel 4: Security - 1988: für das Videoalbum Compilation Video - 1992: für das Album Peter Gabriel 1: Car - 1997: für das Album Secret World Live - 1998: für das Album Passion: Music for The Last Temptation of Christ - 2005: für die Single In Your Eyes - Vereinigtes Königreich - 1979: für das Album Peter Gabriel 1: Car - 1980: für das Album Peter Gabriel 3: Melt - 1982: für das Album Peter Gabriel 4: Security - 1983: für das Album Plays Live - 2003: für das Album Hit - 2013: für das Videoalbum Growing Up Live - 2013: für das Videoalbum Secret World Live - 2023: für die Single Sledgehammer | - Frankreich - 1993: für das Album Us - Argentinien - 2003: für das Videoalbum Secret World Live - 2003: für das Videoalbum Growing Up Live - 2005: für das Videoalbum Compilation Video - Australien - 2007: für die Autorenbeteiligung Don’t Give Up (Natalie Bassingthwaighte & Shannon Noll) - Deutschland - 1990: für das Album So - 2006: für das Videoalbum Growing Up Live - 2007: für das Album Us - 2007: für das Album Shaking the Tree: Sixteen Golden Greats - 2011: für das Videoalbum Play – The Videos - Frankreich (SNEP) - 2004: für das Videoalbum Growing Up Live - Kanada - 1980: für das Album Peter Gabriel 2: Scratch - 1983: für das Album Peter Gabriel 4: Security - 1992: für das Album Shaking the Tree: Sixteen Golden Greats - Niederlande - 1991: für das Album So - Portugal - 2011: für das Videoalbum Growing Up Live - Schweiz - 1987: für das Album So - Vereinigte Staaten - 1992: für das Album Us - 2006: für das Videoalbum Growing Up Live - 2006: für das Videoalbum Secret World Live - Vereinigtes Königreich - 1993: für das Album Us - 2024: für die Single Solsbury Hill | - Deutschland - 2007: für das Videoalbum Secret World Live - Kanada - 1993: für das Album Us - 1999: für das Album Peter Gabriel 3: Melt - Neuseeland - 1987: für das Album So - Vereinigte Staaten - 1996: für das Album Shaking the Tree: Sixteen Golden Greats - Vereinigtes Königreich - 1997: für das Album Shaking the Tree: Sixteen Golden Greats - Kanada - 2003: für das Videoalbum Secret World Live (DVD) - Vereinigtes Königreich - 1989: für das Album So - Vereinigte Staaten - 1996: für das Album So |

## Auszeichnungen nach Alben

### Peter Gabriel 1: Car
| Land/Region                  | Auszeichnungen für Musikverkäufe (Land/Region, Auszeichnung, Verkäufe) | Verkäufe |
| ---------------------------- | ---------------------------------------------------------------------- | -------- |
| Deutschland (BVMI)           | Gold                                                                   | 250.000  |
| Frankreich (SNEP)            | Gold                                                                   | 110.000  |
| Vereinigte Staaten (RIAA)    | Gold                                                                   | 500.000  |
| Vereinigtes Königreich (BPI) | Gold                                                                   | 100.000  |
| Insgesamt                    | 4× Gold ·                                                              | 950.000  |

### Peter Gabriel 2: Scratch
| Land/Region | Auszeichnungen für Musikverkäufe (Land/Region, Auszeichnung, Verkäufe) | Verkäufe |
| ----------- | ---------------------------------------------------------------------- | -------- |
| Kanada (MC) | Platin                                                                 | 100.000  |
| Insgesamt   | 1× Platin ·                                                            | 100.000  |

### Peter Gabriel 3: Melt
| Land/Region                  | Auszeichnungen für Musikverkäufe (Land/Region, Auszeichnung, Verkäufe) | Verkäufe |
| ---------------------------- | ---------------------------------------------------------------------- | -------- |
| Deutschland (BVMI)           | Gold                                                                   | 250.000  |
| Frankreich (SNEP)            | Gold                                                                   | 100.000  |
| Kanada (MC)                  | 2× Platin                                                              | 200.000  |
| Vereinigtes Königreich (BPI) | Gold                                                                   | 100.000  |
| Insgesamt                    | 3× Gold · 2× Platin ·                                                  | 650.000  |

### Peter Gabriel 4: Security
| Land/Region                  | Auszeichnungen für Musikverkäufe (Land/Region, Auszeichnung, Verkäufe) | Verkäufe |
| ---------------------------- | ---------------------------------------------------------------------- | -------- |
| Kanada (MC)                  | Platin                                                                 | 100.000  |
| Vereinigte Staaten (RIAA)    | Gold                                                                   | 500.000  |
| Vereinigtes Königreich (BPI) | Gold                                                                   | 100.000  |
| Insgesamt                    | 2× Gold · 1× Platin ·                                                  | 700.000  |

### Plays Live
| Land/Region                  | Auszeichnungen für Musikverkäufe (Land/Region, Auszeichnung, Verkäufe) | Verkäufe |
| ---------------------------- | ---------------------------------------------------------------------- | -------- |
| Vereinigtes Königreich (BPI) | Gold                                                                   | 100.000  |
| Insgesamt                    | 1× Gold ·                                                              | 100.000  |

### So
| Land/Region                  | Auszeichnungen für Musikverkäufe (Land/Region, Auszeichnung, Verkäufe) | Verkäufe  |
| ---------------------------- | ---------------------------------------------------------------------- | --------- |
| Argentinien (CAPIF)          | Gold                                                                   | 30.000    |
| Belgien (BRMA)               | Gold                                                                   | 25.000    |
| Deutschland (BVMI)           | Platin                                                                 | 500.000   |
| Frankreich (SNEP)            | Gold                                                                   | 100.000   |
| Hongkong (IFPI/HKRIA)        | Gold                                                                   | 10.000    |
| Neuseeland (RMNZ)            | 2× Platin                                                              | 40.000    |
| Niederlande (NVPI)           | Platin                                                                 | 100.000   |
| Schweiz (IFPI)               | Platin                                                                 | 50.000    |
| Spanien (Promusicae)         | Gold                                                                   | 50.000    |
| Vereinigte Staaten (RIAA)    | 5× Platin                                                              | 5.000.000 |
| Vereinigtes Königreich (BPI) | 3× Platin                                                              | 900.000   |
| Insgesamt                    | 5× Gold · 13× Platin ·                                                 | 6.905.000 |

### Passion: Music for The Last Temptation of Christ
| Land/Region               | Auszeichnungen für Musikverkäufe (Land/Region, Auszeichnung, Verkäufe) | Verkäufe |
| ------------------------- | ---------------------------------------------------------------------- | -------- |
| Vereinigte Staaten (RIAA) | Gold                                                                   | 500.000  |
| Insgesamt                 | 1× Gold ·                                                              | 500.000  |

### Shaking the Tree: Sixteen Golden Greats
| Land/Region                  | Auszeichnungen für Musikverkäufe (Land/Region, Auszeichnung, Verkäufe) | Verkäufe  |
| ---------------------------- | ---------------------------------------------------------------------- | --------- |
| Deutschland (BVMI)           | Platin                                                                 | 500.000   |
| Frankreich (SNEP)            | Gold                                                                   | 100.000   |
| Kanada (MC)                  | Platin                                                                 | 100.000   |
| Neuseeland (RMNZ)            | Gold                                                                   | 10.000    |
| Niederlande (NVPI)           | Gold                                                                   | 50.000    |
| Schweiz (IFPI)               | Gold                                                                   | 25.000    |
| Vereinigte Staaten (RIAA)    | 2× Platin                                                              | 2.000.000 |
| Vereinigtes Königreich (BPI) | 2× Platin                                                              | 600.000   |
| Insgesamt                    | 4× Gold · 6× Platin ·                                                  | 3.485.000 |

### Secret World Live
| Land/Region                  | Auszeichnungen für Musikverkäufe (Land/Region, Auszeichnung, Verkäufe) | Verkäufe |
| ---------------------------- | ---------------------------------------------------------------------- | -------- |
| Deutschland (BVMI)           | Gold                                                                   | 250.000  |
| Frankreich (SNEP)            | Gold                                                                   | 100.000  |
| Kanada (MC)                  | Gold                                                                   | 50.000   |
| Vereinigte Staaten (RIAA)    | Gold                                                                   | 500.000  |
| Vereinigtes Königreich (BPI) | Silber                                                                 | 60.000   |
| Insgesamt                    | 1× Silber · 4× Gold · 1× Platin ·                                      | 945.000  |

### Us
| Land/Region                  | Auszeichnungen für Musikverkäufe (Land/Region, Auszeichnung, Verkäufe) | Verkäufe  |
| ---------------------------- | ---------------------------------------------------------------------- | --------- |
| Argentinien (CAPIF)          | Gold                                                                   | 30.000    |
| Australien (ARIA)            | Gold                                                                   | 35.000    |
| Deutschland (BVMI)           | Platin                                                                 | 500.000   |
| Frankreich (SNEP)            | 2× Gold                                                                | 200.000   |
| Kanada (MC)                  | 2× Platin                                                              | 200.000   |
| Neuseeland (RMNZ)            | Gold                                                                   | 7.500     |
| Schweden (IFPI)              | Gold                                                                   | 50.000    |
| Spanien (Promusicae)         | Gold                                                                   | 50.000    |
| Vereinigte Staaten (RIAA)    | Platin                                                                 | 1.000.000 |
| Vereinigtes Königreich (BPI) | Platin                                                                 | 300.000   |
| Insgesamt                    | 7× Gold · 5× Platin ·                                                  | 2.372.500 |

### Up
| Land/Region                  | Auszeichnungen für Musikverkäufe (Land/Region, Auszeichnung, Verkäufe) | Verkäufe |
| ---------------------------- | ---------------------------------------------------------------------- | -------- |
| Deutschland (BVMI)           | Gold                                                                   | 150.000  |
| Kanada (MC)                  | Gold                                                                   | 50.000   |
| Schweiz (IFPI)               | Gold                                                                   | 20.000   |
| Vereinigtes Königreich (BPI) | Silber                                                                 | 60.000   |
| Insgesamt                    | 1× Silber · 3× Gold ·                                                  | 280.000  |

### Hit
| Land/Region                  | Auszeichnungen für Musikverkäufe (Land/Region, Auszeichnung, Verkäufe) | Verkäufe |
| ---------------------------- | ---------------------------------------------------------------------- | -------- |
| Belgien (BRMA)               | Gold                                                                   | 25.000   |
| Deutschland (BVMI)           | Gold                                                                   | 100.000  |
| Vereinigtes Königreich (BPI) | Gold                                                                   | 100.000  |
| Insgesamt                    | 3× Gold ·                                                              | 225.000  |

### Scratch My Back
| Land/Region    | Auszeichnungen für Musikverkäufe (Land/Region, Auszeichnung, Verkäufe) | Verkäufe |
| -------------- | ---------------------------------------------------------------------- | -------- |
| Italien (FIMI) | Gold                                                                   | 25.000   |
| Polen (ZPAV)   | Gold                                                                   | 10.000   |
| Insgesamt      | 2× Gold ·                                                              | 35.000   |

### New Blood
| Land/Region                  | Auszeichnungen für Musikverkäufe (Land/Region, Auszeichnung, Verkäufe) | Verkäufe |
| ---------------------------- | ---------------------------------------------------------------------- | -------- |
| Vereinigtes Königreich (BPI) | Silber                                                                 | 60.000   |
| Insgesamt                    | 1× Silber ·                                                            | 60.000   |

## Auszeichnungen nach Singles

### Solsbury Hill
| Land/Region                  | Auszeichnungen für Musikverkäufe (Land/Region, Auszeichnung, Verkäufe) | Verkäufe |
| ---------------------------- | ---------------------------------------------------------------------- | -------- |
| Vereinigte Staaten (RIAA)    | —                                                                      | 250.000  |
| Vereinigtes Königreich (BPI) | Platin                                                                 | 600.000  |
| Insgesamt                    | 1× Platin ·                                                            | 850.000  |

### Games Without Frontiers
| Land/Region                  | Auszeichnungen für Musikverkäufe (Land/Region, Auszeichnung, Verkäufe) | Verkäufe |
| ---------------------------- | ---------------------------------------------------------------------- | -------- |
| Vereinigtes Königreich (BPI) | Silber                                                                 | 250.000  |
| Insgesamt                    | 1× Silber ·                                                            | 250.000  |

### Sledgehammer
| Land/Region                  | Auszeichnungen für Musikverkäufe (Land/Region, Auszeichnung, Verkäufe) | Verkäufe |
| ---------------------------- | ---------------------------------------------------------------------- | -------- |
| Vereinigtes Königreich (BPI) | Gold                                                                   | 400.000  |
| Insgesamt                    | 1× Gold ·                                                              | 400.000  |

### In Your Eyes
| Land/Region               | Auszeichnungen für Musikverkäufe (Land/Region, Auszeichnung, Verkäufe) | Verkäufe |
| ------------------------- | ---------------------------------------------------------------------- | -------- |
| Vereinigte Staaten (RIAA) | Gold                                                                   | 500.000  |
| Insgesamt                 | 1× Gold ·                                                              | 500.000  |

## Auszeichnungen nach Videoalben

### CV – Compilation Video
| Land/Region               | Auszeichnungen für Musikverkäufe (Land/Region, Auszeichnung, Verkäufe) | Verkäufe |
| ------------------------- | ---------------------------------------------------------------------- | -------- |
| Argentinien (CAPIF)       | Platin                                                                 | 8.000    |
| Vereinigte Staaten (RIAA) | Gold                                                                   | 50.000   |
| Insgesamt                 | 1× Gold · 1× Platin ·                                                  | 58.000   |

### Secret World Live
| Land/Region                  | Auszeichnungen für Musikverkäufe (Land/Region, Auszeichnung, Verkäufe) | Verkäufe |
| ---------------------------- | ---------------------------------------------------------------------- | -------- |
| Argentinien (CAPIF)          | Platin                                                                 | 8.000    |
| Deutschland (BVMI)           | 3× Gold                                                                | 75.000   |
| Frankreich (SNEP)            | Gold                                                                   | 10.000   |
| Kanada (MC)                  | Gold (VHS) · + 3× Platin (DVD)                                         | 35.000   |
| Polen (ZPAV)                 | Gold                                                                   | 5.000    |
| Vereinigte Staaten (RIAA)    | Platin                                                                 | 100.000  |
| Vereinigtes Königreich (BPI) | Gold                                                                   | 25.000   |
| Insgesamt                    | 5× Gold · 6× Platin ·                                                  | 258.000  |

### Growing Up Live
| Land/Region                  | Auszeichnungen für Musikverkäufe (Land/Region, Auszeichnung, Verkäufe) | Verkäufe |
| ---------------------------- | ---------------------------------------------------------------------- | -------- |
| Argentinien (CAPIF)          | Platin                                                                 | 8.000    |
| Deutschland (BVMI)           | Platin                                                                 | 50.000   |
| Frankreich (SNEP)            | Platin                                                                 | 20.000   |
| Portugal (AFP)               | Platin                                                                 | 8.000    |
| Vereinigte Staaten (RIAA)    | Platin                                                                 | 100.000  |
| Vereinigtes Königreich (BPI) | Gold                                                                   | 25.000   |
| Insgesamt                    | 1× Gold · 5× Platin ·                                                  | 211.000  |

### Play: The Videos
| Land/Region        | Auszeichnungen für Musikverkäufe (Land/Region, Auszeichnung, Verkäufe) | Verkäufe |
| ------------------ | ---------------------------------------------------------------------- | -------- |
| Australien (ARIA)  | Gold                                                                   | 7.500    |
| Deutschland (BVMI) | Platin                                                                 | 50.000   |
| Insgesamt          | 1× Gold · 1× Platin ·                                                  | 57.500   |

### New Blood: Live in London
| Land/Region       | Auszeichnungen für Musikverkäufe (Land/Region, Auszeichnung, Verkäufe) | Verkäufe |
| ----------------- | ---------------------------------------------------------------------- | -------- |
| Frankreich (UPFI) | Gold                                                                   | 7.500    |
| Insgesamt         | 1× Gold ·                                                              | 7.500    |

### Live in Athens 1987
| Land/Region       | Auszeichnungen für Musikverkäufe (Land/Region, Auszeichnung, Verkäufe) | Verkäufe |
| ----------------- | ---------------------------------------------------------------------- | -------- |
| Frankreich (SNEP) | —                                                                      | 1.700    |
| Insgesamt         | —                                                                      | 1.700    |

### Back to Front: Live in London
| Land/Region       | Auszeichnungen für Musikverkäufe (Land/Region, Auszeichnung, Verkäufe) | Verkäufe |
| ----------------- | ---------------------------------------------------------------------- | -------- |
| Frankreich (SNEP) | —                                                                      | 3.200    |
| Insgesamt         | —                                                                      | 3.200    |

## Auszeichnungen nach Autorenbeteiligungen

### Don’t Give Up (Natalie Bassingthwaighte & Shannon Noll)
| Land/Region       | Auszeichnungen für Musikverkäufe (Land/Region, Auszeichnung, Verkäufe) | Verkäufe |
| ----------------- | ---------------------------------------------------------------------- | -------- |
| Australien (ARIA) | Platin                                                                 | 70.000   |
| Insgesamt         | 1× Platin ·                                                            | 70.000   |

## Statistik und Quellen
| Land/RegionAuszeichnungen für Musikverkäufe (Land/Region, Auszeichnungen, Verkäufe, Quellen) | Silber     | Gold       | Platin       | Verkäufe   | Quellen                               |
| -------------------------------------------------------------------------------------------- | ---------- | ---------- | ------------ | ---------- | ------------------------------------- |
| Argentinien (CAPIF)                                                                          | —          | 2× Gold2   | 3× Platin3   | 84.000     | capif.org.ar AR2                      |
| Australien (ARIA)                                                                            | —          | 2× Gold2   | Platin1      | 112.500    | aria.com.au                           |
| Belgien (BRMA)                                                                               | —          | 2× Gold2   | —            | 50.000     | ultratop.be worldradiohistory.com     |
| Deutschland (BVMI)                                                                           | —          | 6× Gold6   | 6× Platin6   | 2.925.000  | musikindustrie.de                     |
| Frankreich (SNEP)                                                                            | —          | 8× Gold8   | Platin1      | 737.500    | infodisc.fr snepmusique.com           |
| Frankreich (UPFI)                                                                            | —          | Gold1      | —            | 7.500      | upfi.fr                               |
| Hongkong (IFPI/HKRIA)                                                                        | —          | Gold1      | —            | 10.000     | ifpihk.org                            |
| Italien (FIMI)                                                                               | —          | Gold1      | —            | 25.000     | fimi.it                               |
| Kanada (MC)                                                                                  | —          | 3× Gold3   | 10× Platin10 | 835.000    | musiccanada.com worldradiohistory.com |
| Neuseeland (RMNZ)                                                                            | —          | 2× Gold2   | 2× Platin2   | 67.500     | aotearoamusiccharts.co.nz             |
| Niederlande (NVPI)                                                                           | —          | Gold1      | Platin1      | 150.000    | nvpi.nl                               |
| Polen (ZPAV)                                                                                 | —          | 2× Gold2   | —            | 15.000     | olis.pl                               |
| Portugal (AFP)                                                                               | —          | —          | Platin1      | 8.000      | artistas-espectaculos.com             |
| Schweden (IFPI)                                                                              | —          | Gold1      | —            | 50.000     | sverigetopplistan.se                  |
| Schweiz (IFPI)                                                                               | —          | 2× Gold2   | Platin1      | 95.000     | hitparade.ch worldradiohistory.com    |
| Spanien (Promusicae)                                                                         | —          | 2× Gold2   | —            | 100.000    | mediafire.com ES2                     |
| Vereinigte Staaten (RIAA)                                                                    | —          | 6× Gold6   | 10× Platin10 | 10.500.000 | riaa.com                              |
| Vereinigtes Königreich (BPI)                                                                 | 4× Silber4 | 8× Gold8   | 7× Platin7   | 3.680.000  | bpi.co.uk                             |
| Insgesamt                                                                                    | 4× Silber4 | 50× Gold50 | 43× Platin43 |            |                                       |